# Watton-at-Stone
Watton-at-Stone (wɒtt.ən.æt.stəʊn) est un village anglais situé dans le comté de Hertfordshire, situé entre les villes de Stevenage et de Hertford, dans la vallée de la Beane. Il compte 2 272 habitants (recensement de 2001).

## Personnalités liées à la commune
- le pasteur William Dealtry (1775–1847), archidiacre de Surrey et membre de la Royal Society, en occupe la cure.
- Rupert Grint, l'acteur ayant joué Ron Weasley dans les films de Harry Potter, y est né.